# Халдинське сільське поселення
Халди́нське сільське поселення — муніципальне утворення в складі Селтинського району Удмуртії, Росія. Адміністративний центр — село Халди.

## Історія
До 26 жовтня 2004 року починок Юберінський перебував у складі Сюмсинської сільської ради Сюмсинського району.

## Населення
Населення становить 471 особа (2019, 578 у 2010, 847 у 2002).

## Склад
До складу поселення входять такі населені пункти:
| Населений пункт               | Населення, осіб (2002) | Населення, осіб (2010) |
| ----------------------------- | ---------------------- | ---------------------- |
| Бігеней, присілок             | 25                     | 5                      |
| Істомино, присілок            | 10                     | 7                      |
| Мельничата, присілок          | 81                     | 71                     |
| Прой-Балма, присілок          | 87                     | 29                     |
| Толошур, присілок             | 119                    | 86                     |
| Удмуртська Бія, присілок      | 5                      | -                      |
| Халди, село                   | 419                    | 365                    |
| Юберінський, починок          | 101                    | 12                     |
| Юберінський Перевоз, присілок | 0                      | 3                      |

## Господарство
В поселенні діють школа, садочок, 2 ФАПи, клуб, 2 бібліотеки.